# Mario Bernetti
Mario Bernetti (Alessandria, 12 giugno 1903 – Alessandria, 8 novembre 1977) è stato un calciatore italiano, di ruolo attaccante.

## Carriera
Muove i primi passi calcistici nell'Unione Sportiva Alessandrina, a 15 anni, e da qui passa all'Alessandria, con cui esordisce nel campionato di Prima Categoria 1919-1920 con 2 presenze.
Nel 1920, appena diciassettenne, si trasferisce al Piacenza, nelle cui file militano numerosi giocatori alessandrini. Milita nella formazione piacentina per sette stagioni consecutive, tra Prima Categoria e Seconda Divisione, realizzando 50 reti in 94 partite. A partire dal 1924, inoltre, indossa la fascia di capitano della squadra, nella quale è titolare inamovibile del ruolo di mezzala.
Nel 1927 passa alla Fiorentina, per la cifra record di ventimila lire. Con i toscani conquista il secondo posto nel campionato di Prima Divisione 1927-1928, nel quale esordisce il 2 ottobre 1927 contro il Terni. A fine stagione totalizza 10 presenze e 5 reti, e la squadra viene ammessa alla neonata Divisione Nazionale. Nel campionato 1928-1929, concluso all'ultimo posto, Bernetti trova meno spazio (4 presenze senza reti), a causa di un serio infortunio al ginocchio che ne conclude anticipatamente la carriera al termine della stagione.

## Statistiche

### Presenze e reti nei club
| Stagione          | Squadra           | Campionato        | Campionato | Campionato | Coppe nazionali | Coppe nazionali | Coppe nazionali | Totale | Totale |
| Stagione          | Squadra           | Comp              | Pres       | Reti       | Comp            | Pres            | Reti            | Pres   | Reti   |
| ----------------- | ----------------- | ----------------- | ---------- | ---------- | --------------- | --------------- | --------------- | ------ | ------ |
| 1919-1920         | Alessandria       | Prima Categoria   | 2          | 0          | -               | -               | -               | 2      | 0      |
| 1920-1921         | Piacenza          | Prima Categoria   | 8          | 3          | -               | -               | -               | 8      | 3      |
| 1921-1922         | Piacenza          | Prima Categoria   | 10+2       | 5+2        | -               | -               | -               | 12     | 7      |
| 1922-1923         | Piacenza          | Seconda Divisione | 13         | 3          | -               | -               | -               | 13     | 3      |
| 1923-1924         | Piacenza          | Seconda Divisione | 14         | 11         | -               | -               | -               | 14     | 11     |
| 1924-1925         | Piacenza          | Seconda Divisione | 14         | 12         | -               | -               | -               | 14     | 12     |
| 1925-1926         | Piacenza          | Seconda Divisione | 19         | 7          | -               | -               | -               | 19     | 7      |
| 1926-1927         | Piacenza          | Seconda Divisione | 16         | 9          | CI              | 2               | 1               | 18     | 10     |
| Totale Piacenza   | Totale Piacenza   | Totale Piacenza   | 94+2       | 50+2       | -               | 2               | 1               | 98     | 53     |
| 1927-1928         | Fiorentina        | Prima Divisione   | 10         | 5          | -               | -               | -               | 10     | 5      |
| 1928-1929         | Fiorentina        | DN                | 4          | 0          | -               | -               | -               | 4      | 0      |
| Totale Fiorentina | Totale Fiorentina | Totale Fiorentina | 14         | 5          | -               | -               | -               | 14     | 5      |
| Totale carriera   | Totale carriera   | Totale carriera   | 112        | 57         | -               | 2               | 1               | 114    | 58     |